# Halsham
Halsham is een civil parish in het bestuurlijke gebied East Riding of Yorkshire, in het Engelse graafschap East Riding of Yorkshire met 255 inwoners.